# Correntías Bajas

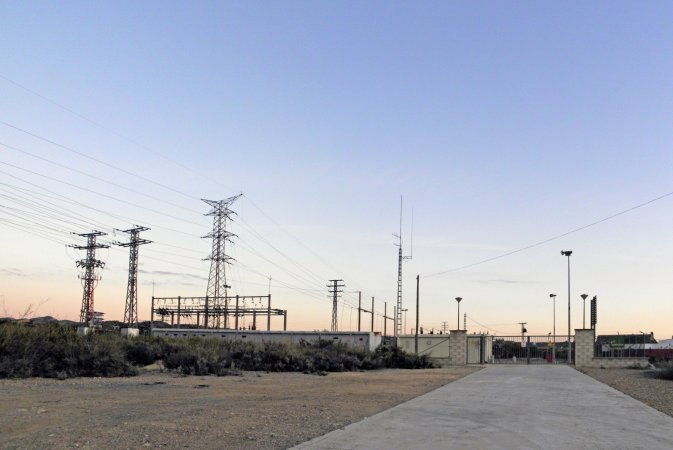
Subestación eléctrica CV-920

Correntías Bajas es una pedanía del municipio Español de Orihuela, en la comarca de la Vega Baja del Segura, en Alicante.

## Población
- 2011 -> 64 habitantes.
- 2014 -> 79 habitantes.
- 2015 -> 84 habitantes.

## Sanidad
A finales de 2010, junto con Correntías Medias, se logró una gran mejora para toda su población al obtener el permiso de sanidad para la concesión de un botiquín farmacéutico en la zona.